# Saving Mr. Banks
Saving Mr. Banks ist eine US-amerikanisch-englische Filmbiografie von John Lee Hancock aus dem Jahr 2013. Der Film stellt die zweiwöchigen Verhandlungen über die Verfilmung des Romans Mary Poppins dar, die Walt Disney mit der Autorin P. L. Travers im Jahr 1961 in Hollywood führte.
Der Film feierte beim bfi London Film Festival am 20. Oktober 2013 Premiere. Der deutsche Kinostart war am 6. März 2014.

## Handlung
Bereits 1940 hatte Walt Disney seinen Töchtern die Verfilmung des Romans Mary Poppins versprochen und seither versucht, die Filmrechte zu bekommen. Im Jahr 1961 gelingt es schließlich dem Agent der Autorin P. L. Travers, sie -unter Hinweis auf ihrer finanzielle Situation und das verhandelte Mitspracherechts am Drehbuch- dazu zu überreden, es wenigstens zu versuchen. Travers reist widerwillig für die vereinbarten zwei Wochen gemeinsame Arbeit am Drehbuch nach Los Angeles. Denn sie sieht in Disney nur einen Produzenten von Trickfilmen, die sie verabscheut. Travers zweite Verhandlungsforderung, dass eine Verfilmung von Mary Poppins kein Zeichentrickfilm werde, hatte Disney ebenfalls akzeptiert. 
Es beginnen zwei Wochen harter Arbeit mit dem Drehbuchautor Don DaGradi und den Komponisten Richard und Robert Sherman, in denen sie gleich zu Beginn die Bedingung stellt, dass alles auf Tonband aufgezeichnet wird. Travers stellt immer neue Forderungen, die einzuhalten kaum mehr möglich ist. Sogar die Farbe Rot soll nicht mehr vorkommen. DaGradi, Richard und Robert Sherman verzweifeln zunehmend, aber Disneys Verlangen, das Versprechen zu erfüllen, das er seinen Töchtern gegeben hat, lässt ihn immer wieder nachgeben. 
Während der Arbeit an dem Film kommt es immer wieder zu Rückblenden in die Kindheit von P. L. Travers, aus denen immer deutlicher erkennbar wird, wie eng die Geschichte von Mary Poppins mit Travers’ eigener Kindheit verwoben ist.
Für die Dauer ihres Aufenthaltes ist ihr der Fahrer Ralph zugeteilt. Dessen Begeisterung für die Arbeit Disneys und seine Freundlichkeit und Offenheit kann sie zunächst kaum ertragen. Als sie aber mehr aus dem Leben Ralphs erfährt, entwickelt sich eine – von ihrer Seite zurückhaltende – Freundschaft.
Nachdem sie erfährt, dass entgegen ihrer Bedingung nun doch Zeichentrickelemente in den Film aufgenommen werden sollten, stellt Travers die Verfilmung infrage. Sie kehrt nach London zurück, nachdem sie Disney den Vertrag zur Übertragung der Filmrechte nicht unterschrieben zurückgegeben hat. 
Disney wird stutzig, als er anhand der Hotelrechnung für ihren Aufenthalt feststellt, dass der Name P. L. Travers ein Künstlername ist, und recherchiert die Vergangenheit der Autorin. Er stellt fest, dass sie Helen Goff heißt, nicht in England, sondern in Australien aufgewachsen ist und ihr Vater Travers Goff hieß. Disney erkennt, dass Mr. Banks, der Vater in dem Buch Mary Poppins, in Wahrheit den Vater der Autorin repräsentiert. Disney reist ihr nach London hinterher.  Die beiden führen ein sehr persönliches Gespräch, in welchem Disney über seine Kindheit und das Verhältnis zu seinem Vater berichtet. Am nächsten Tag unterzeichnet Travers den Vertrag für die Filmrechte.
1964 laufen die Vorbereitungen für die Filmpremiere in Los Angeles. Viele Prominente sind eingeladen – nur nicht Travers. Disney fürchtete einen Skandal, denn vieles von dem, was die Autorin anfänglich abgelehnt hatte, taucht nun doch in dem Film auf. Doch sie setzt sich kurzerhand ins Flugzeug und erscheint unangemeldet in seinem Büro. Man tut so, als sei die Einladung verlorengegangen, und sorgt eilig für eine Unterkunft und einen angemessenen Platz bei der Premiere. Als sie dort erscheint, wird sie von vielen der Comic-Figuren aus den Disney-Filmen empfangen, was sie zunächst abschreckt, doch dann lässt sie sich von Micky Maus ins Kino führen.
Während der Premiere zeigt sich Travers zuerst skeptisch, dann jedoch tief bewegt und zufrieden lächelnd.
Im Nachspann des Filmes werden historische Tonbandaufnahmen abgespielt, auf denen P. L. Travers in Verhandlungen mit Don DaGradi und Richard und Robert Sherman zu hören ist.

## Hintergrund
- Saving Mr. Banks ist das erste gemeinsame Filmprojekt der Halbbrüder John (Kamera) und Jason Schwartzman, der im Film Richard Sherman darstellt.
- Der Film wurde komplett in und um Los Angeles gedreht. Zu den Schauplätzen zählen das Disneyland in Anaheim, das TCL Chinese Theatre (ehemals Grauman’s) in Hollywood, wo 1964 die Premiere von Mary Poppins stattfand, die Disney-Studios in Burbank (1940 offiziell eröffnet; hier entstand auch der gesamte Film von 1964) und die 10.000 Hektar umfassende Big Sky Ranch in Simi Valley, die für die Darstellung der australischen Landschaft des frühen 20. Jahrhunderts genutzt wurde.
- Das Filmteam konnte für die Vorarbeiten zu den Dreharbeiten auf das 2009 eröffnete Walt Disney Family Museum im Presidio, San Francisco, zurückgreifen.[4]
- Der Titel Saving Mr. Banks („Mr. Banks retten“) bezieht sich auf die Diskussionen zwischen Disney und Travers, wie sich im Film die Geschichte von Mr. Banks entwickeln solle, da die Autorin Mr. Banks – die von ihrem Vater inspirierte Figur – am Ende gut dastehen lassen möchte, womit Disney am Ende einverstanden ist und so Mr. Banks „rettet“.

## Rezeption

### Kritik
„Das Problem des Films ist aber weniger die Darstellung von Walt Disneys Person; er ist ja kein Biopic über den Filmpionier und steht somit auch nicht in der Pflicht, seinem ganzen Leben gerecht zu werden. Aber ein Problem von ‘Saving Mr. Banks’ sind die nur scheinbare Kritik an Disneys Wohlfühl-Merchandising, die am Ende in eine Apologie umschlägt, und der raunende Ton, mit dem hier Sätze wie ‘Man darf sich das Leben nicht selbst als Strafe auferlegen’ eine Episode der Filmgeschichte moralisch überhöhen sollen, um daraus einen tropfigen Traumstoff zu machen.“

„In der Disney-Variante wird sie (Mary Poppins) lieblicher, sogar richtig charmant. Disney und seine drei Mitstreiter pirouettieren nun vor Travers, säuseln, singen, schieben ihr doch die eine oder andere Trickfigur in einem Realfilm unter, geben nach – und es ist eine Freude, dabei zuzusehen. Was schon daran liegt, dass Hanks und Thompson gute Arbeit leisten, befeuert von all den kleinen Verweisen auf das Film-Musical, das Disney dann tatsächlich 1964 mit Julie Andrews drehen ließ, und, wie die Disney-Mary sagen würde, den superkalifragilistischexpiallegetischen Melodien, die den Film durchziehen.“

„SAVING MR. BANKS wäre also nur eine sentimentale Reise zu einem offenen Schriftstellergeheimnis, wäre da nicht das Ereignis Emma Thompson und letztlich auch Tom Hanks. Sein Walt Disney ist zwar überwiegend der liebe Daddy, der jeden Sonntagabend seine Fernsehshow eröffnet und (mit MARY POPPINS) ein Versprechen gegenüber seinen Töchtern einlösen will. Aber er ist auch der Tycoon, der gegenüber seiner »Gegnerin« zuletzt alle seine Ziele durchsetzt. Emma Thompson mit unglaublich spitzer Zunge und strengstem Faltenwurf auf der Stirn hält Leinwand wie Mitspieler mit jedem Auftritt in Schach, ohne je in eine Karikatur dieser ungewöhnlichen Frauenfigur zu verfallen.“

### Auszeichnungen
Die Jury der Deutschen Film- und Medienbewertung (FBW) hat dem Film das Prädikat „besonders wertvoll“ erteilt.
Nominierungen
- Golden Globe Awards 2014
  - Beste Hauptdarstellerin – Drama (Emma Thompson)
- Oscarverleihung 2014
  - Beste Filmmusik (Thomas Newman)